# Route nationale 70 (Norvège)
Pour les articles homonymes, voir Route nationale 70.
La route nationale 70 (en  norvégien : Riksvei 70, abrégé Rv70) est une route nationale en Norvège.

## Description
La route nationale 70, longue de 160,7 kilomètres, part de la ville de Kristiansund du comté de Møre og Romsdal et se termine au village d'Oppdal dans la commune d'Oppdal du comté de Trøndelag.
La route part du centre-ville de Kristiansund. 
Elle croise la route régionale 64, avant de passer par l'aéroport de Kristiansund, Kvernberget. 
La route traverse emprunte le pont de Nordsund (en) reliant l'île de Nordlandet à l'île de Gomalandet. 
De Gomalandet à l'île de Bergsøya, elle passe sous le Freifjorden (en) par le tunnel du Freifjord (en), puis se dirige vers le continent par le pont de Bergsøysund (en) et le pont de Straumsund (en). 
Les tunnels et les ponts font partie de la liaison continentale de Kristiansund (en), qui est une route à péage.
Le troncon de Bergsøya à Viken est commun avec la route européenne 39. 
Puis la route nationale 70 traverse Tingvoll et Sunndalsøra et continue jusqu'à Oppdal, où elle croise la route européenne 6.

## Tracé
| Km     | Villes       | Carte interactive |
| ------ | ------------ | ----------------- |
| O km   | Kristiansund |                   |
|        | Gomalandet   |                   |
| 9 km   | Rensvik      |                   |
| 19 km  | Flatsetøya   |                   |
|        | Bergsøya     |                   |
| 56 km  | Tingvoll     |                   |
| 103 km | Sunndalsøra  |                   |
| 161 km | Oppdal       |                   |

## Galerie

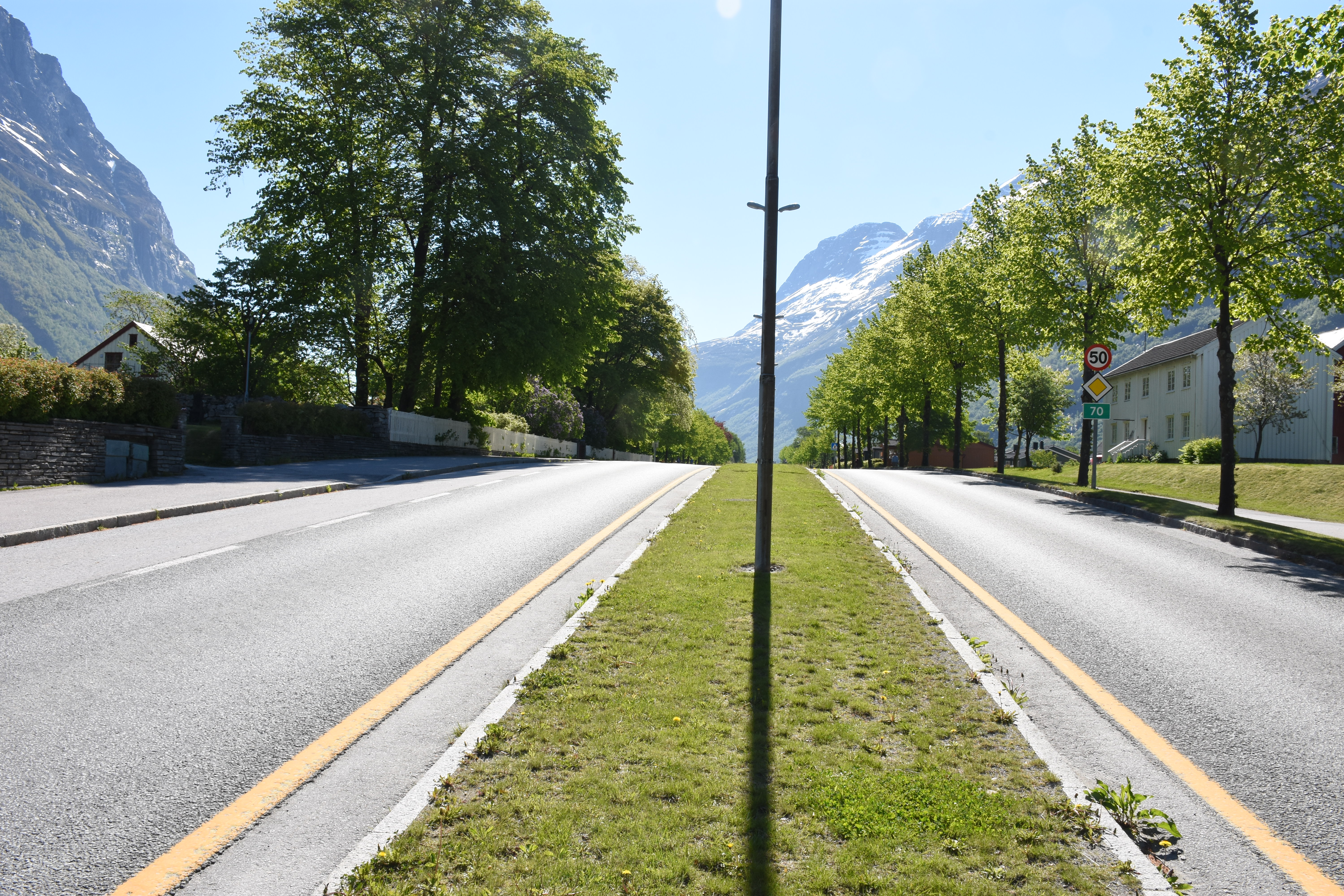
La Rv 70 à Sunndalsøra.
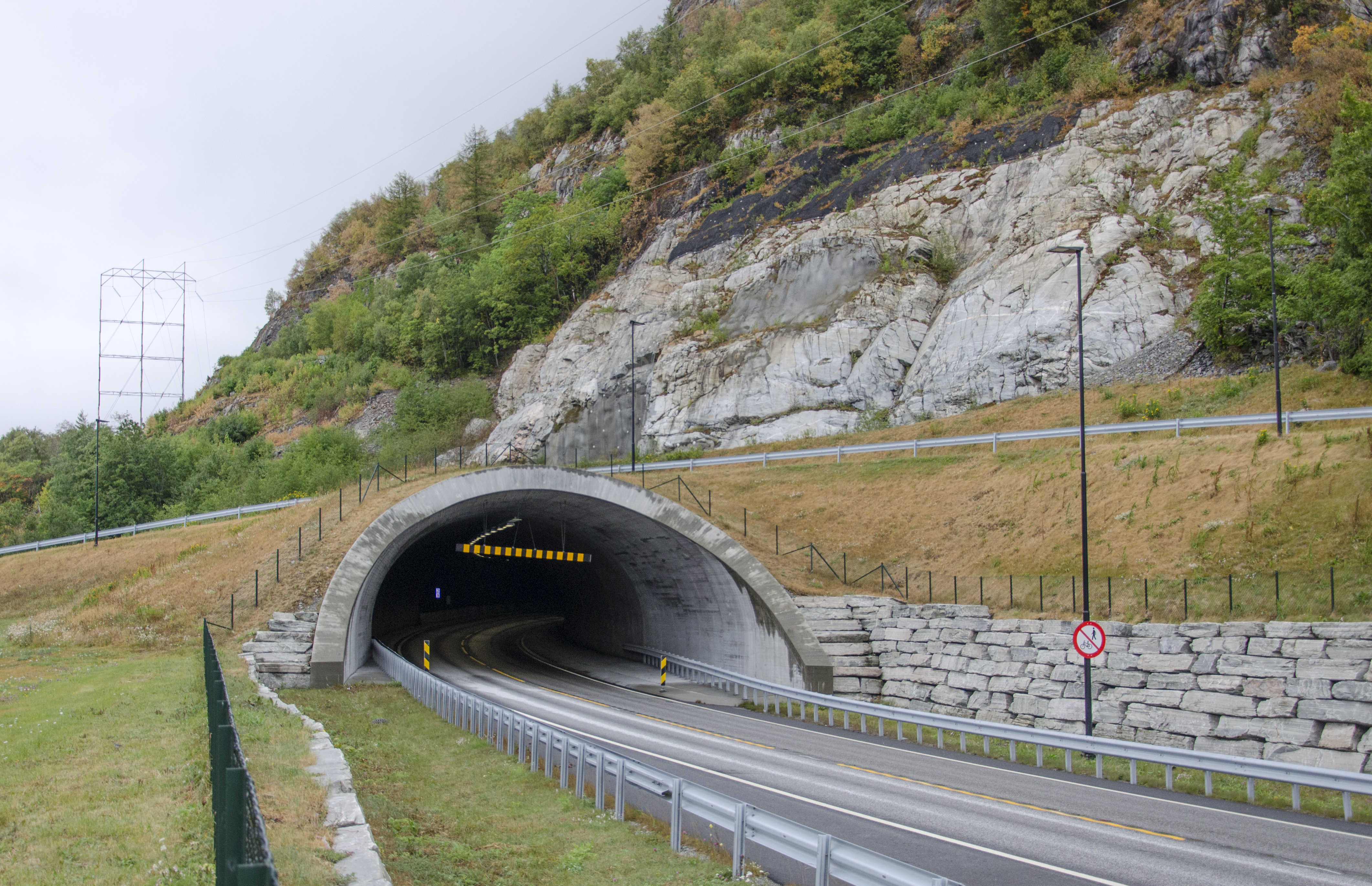
La Rv 70 et le tunnel d'Oppdølsstrand.
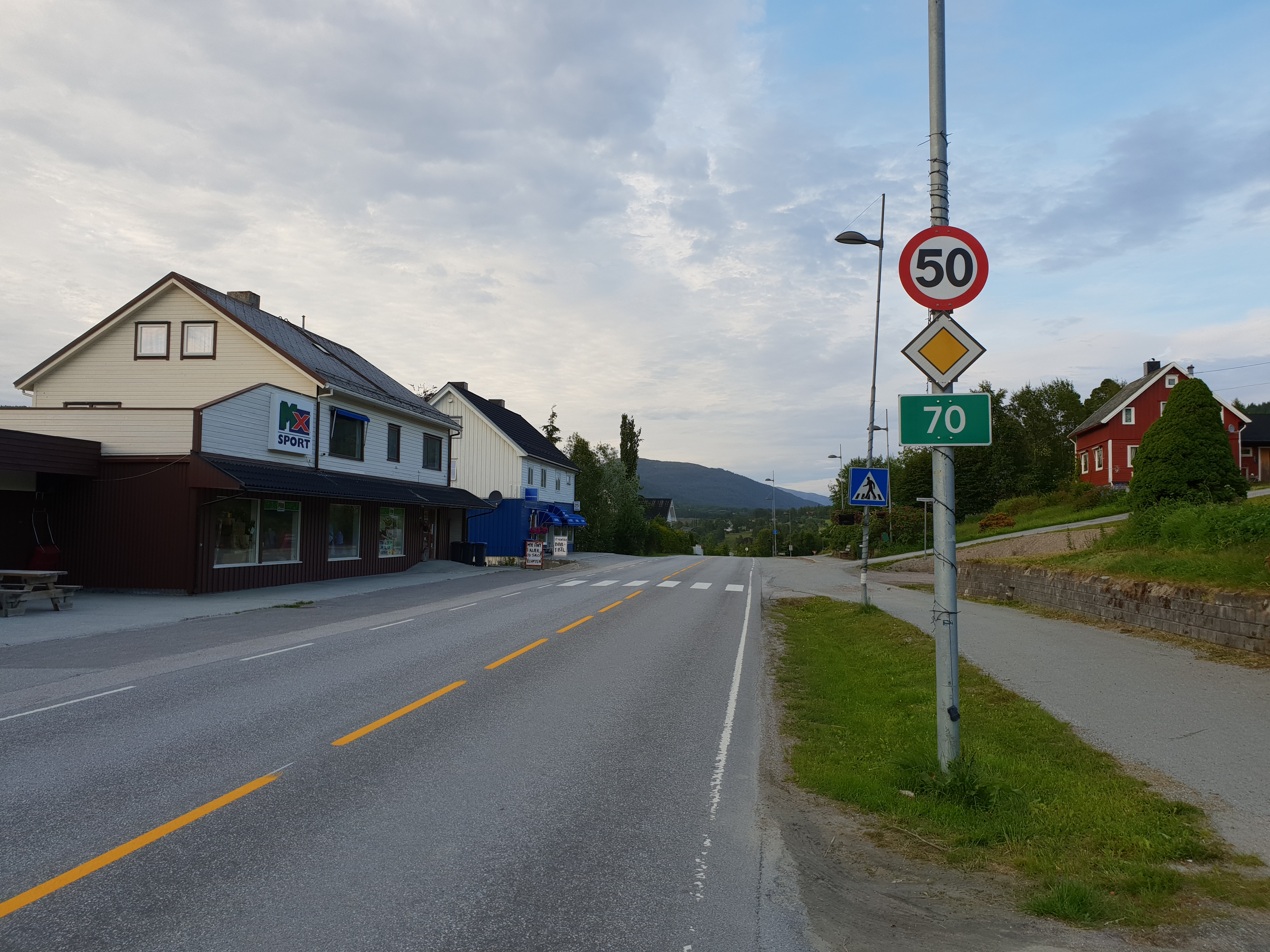
La Rv 70  et Tingvollvågen.